# Фарапонов, Леонид Васильевич
Леонид Васильевич Фарапонов (17 апреля 1937 год, Новочеркасск — 2015) — заслуженный артист РСФСР, солист Ростовской областной филармонии (баритон).

## Биография
Леонид Васильевич Фарапонов родился 17 апреля 1937 года в Новочеркасске. С самого детства интересовался музыкой. Среди его предков были профессиональные живописцы. Отец Василий Иванович Фарапонов пел в церковном хоре. После переезда в Ростов-на-Дону, многие родственники работали на Ростсельмаше. В пять лет состоялось первое публичное выступление Леонида Фарапонова — это было исполнение «Тачанки» в Новочеркасском дворце пионеров.
С 1953 по 1959 год он работал токарем на заводе «Ростсельмаш». Обучение в вечерней школе совмещал с занятиями пением в заводском Дворце культуры. В ДК Сельмаша в тот период организовали вокальный кружок, которым руководила оперная певица Ольга Ивановна Донцова. Леонид Фарапонов стал заниматься у нее. Ольга Донцова отвела Леонида Фарапонова в Ростовское музыкальное училище, в класс Леонида Петровича Романова. Так Леонид Фарапонов начал профессионально заниматься музыкой. После окончания училища, он поступил в Харьковскую консерваторию к В. Т. Монахову. Там Леонид Фарапонов познакомился с педагогами по вокалу Ю. Л. Аристовым, П. В. Голубевым, Е. В. Казарезовой, Ф. Я. Курочкиным, концертмейстером Л. М. Гиршберг. В 1967 году он стал выпускником Харьковской консерватории и начал работать в Ростовской филармонии.
В 1973 году начал работать в консерватории им. С. В. Рахманинова. Выступал с ансамблями «Донцы», «Узоры», «Калинка».
Среди его учеников — заслуженный артист Украины И. Черненко, лауреат международного конкурса С. Петрашов и В. Марченко, солист Североморского Краснознаменного ансамбля песни и пляски В. Кузина.
Исполнитель народных и советских песен, оперных арий и романсов.
В 1988 году ему присвоили звание «Заслуженный артист РСФСР».
В 1992 году состоялся бенефис, посвященный 25-летию творческой деятельности, а в 1997 году — 30-летию творческой деятельности.
В 2007 году Леонид Фарапонов отменил 70 лет со дня рождения и 40 лет творческой деятельности. Обладатель баритона.
Леонид Фарапонов исполнил свыше 500 произведений русской и зарубежной классики, народных песен и песен современных авторов. Исполнил партии в операх «Иоланта», «Травиата» и других.
Скончался в 2015 году.